# الخليج الاستثمارية
الخليج الاستثمارية (سابقًا شركة الخليج للمواشي) هي شركة مساهمة عامة مقرها في رأس الخيمة، الإمارات العربية المتحدة. تأسست الشركة في عام 1982 وتعمل بشكل رئيسي في استيراد ونقل وتصدير المواشي واللحوم والمواد الغذائية. يبلغ رأسمال الشركة 100 مليون درهم.

## تغيير الاسم
في نوفمبر 2014 تغير الاسم من شركة الخليج للمواشي (رمز GLS في سوق أبوظبي للأوراق المالية) إلى الخليج الاستثمارية (رمز KICO).

## المساهمين الرئيسيين
- شركه سكيلر جروب للتجارة العامة 36.14%
- الشيخ نايف عبد العزيز الحمود الصباح 8.76%
- شركة السالم المحدودة 6.18%
- أحمد عيسى النعيم 5.18%
- حكومة رأس الخيمة 5.00%

## النشاط
يتمثل نشاط شركة الخليج للمواشي في المتاجرة بالمواشي واللحوم الطازجة والمجمدة وجميع المنتجات الحيوانية.